# Paul Michaelis (Maler)

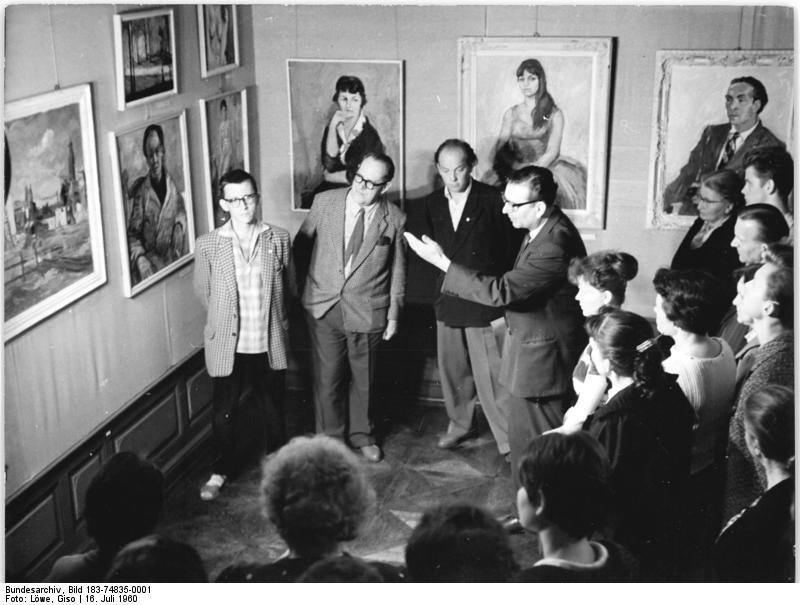
Michaelis (gestikulierend) im Juli 1960 bei einer Kunstausstellung in Koritzburg

Paul Michaelis (* 13. Dezember 1914 in Weimar; † 1. Januar 2005 ebenda) war ein deutscher Maler, Graphiker, Hochschullehrer und in der DDR Rektor der Dresdner Hochschule für Bildende Künste.

## Leben und Werk
Von 1930 bis 1933 absolvierte Michaelis eine Ausbildung zum Schauwerbegestalter in Weimar. Von 1934 bis 1940 studierte er bei Walther Klemm und Alfred Hierl (1910–1950) Malerei an den Staatlichen Hochschulen für Baukunst, bildende Künste und Handwerk in Weimar. Dabei war er ab 1937 Meisterschüler Hierls. Michaelis wurde dann zur Wehrmacht einberufen und nahm am Zweiten Weltkrieg teil.
Nach der Entlassung aus der Kriegsgefangenschaft arbeitete er von 1946 bis 1948 als freischaffender Künstler in Weimar. Von 1948 bis 1950 war er Fachlehrer an der Meisterschule für Handwerk und angewandte Kunst in Weimar. Von 1950 bis 1952 arbeitete er wieder freischaffend, wobei er einen Werkvertrag mit dem VEB Kunstfaserwerk „Wilhelm Pieck“ in Schwarza hatte.
Ab 1952 war er Dozent für Malerei an der Dresdner Hochschule für Bildende Künste (HfBK), ab 1955 Professor und von 1973 bis zur Emeritierung 1980 Ordentlicher Professor. Von 1953 bis 1959 war er Prorektor für Studienangelegenheiten, bis 1964 Rektor und dann bis 1968 erneut Prorektor. Ab 1970 leitete er die Abteilung Malerei und Grafik der Hochschule.
Zu seinen Schülerinnen und Schülern gehörten u. a. Siegfried Adam, Irene Bösch, Klaus Drechsler, Dietmar Büttner, Peter Glomp, Rudolf Graf, Werner Haselhuhn, Günter Hein, Christian Heinze, Volker Henze, Gottfried Höfer, Erika John, Gerhard Knabe, Hannes Meier, Peter Muschter, Ursula Rzodeczko, Peter Schettler, Victor Schlötzer, Kurt Heinz Sieger und Gottfried Sommer.
Michaelis war ein Vertreter des Sozialistischen Realismus. Bis 1952 entstanden überwiegend Pinselzeichnungen und Gemälde von expressivem Ausdruck, danach kamen Kohle- und Graphit-Studien für Gemälde. Seine Themen waren Bildnisse und Aktdarstellungen ebenso wie Landwirtschaft, Industrie und Soldaten.
Nach seinem Ausscheiden aus dem Hochschuldienst zog Michaelis zurück nach Weimar und zeichnete u. a. Cartoons. Zuletzt lebte er zurückgezogen in einem Stift.

## Ehrungen
- 1961 und 1962: Kunstpreis des FDGB
- 1962: Kunstpreis der DDR
- 1964: Verdienstmedaille der DDR
- 1966: Vaterländischer Verdienstorden in Bronze
- 1971: Nationalpreis der DDR III. Klasse
- 1973: Johannes-R.-Becher-Medaille
- 1973: Ehrennadel der Gesellschaft für Deutsch-Sowjetische Freundschaft in Gold
- 1973: Theodor-Körner-Preis
- 1984: Vaterländischer Verdienstorden in Silber
- 1984: Berufung zum Ehrensenator der HfBK
- 1985: Hans-Grundig-Medaille

## Darstellung Michaelis’ in der bildenden Kunst (unvollständig)
- Bernhard Heisig: Prof. Paul Michaelis (Öl, 86 × 58 cm, 1973)[2]

- Gerhard Kettner: Paul Michaelis (Bleistiftzeichnung, 35 × 34 cm, 1980)[3]

## Museen und öffentliche Sammlungen mit Werken Michaelis‘ (mutmaßlich unvollständig)
- Beeskow: Kunstarchiv Beeskow
- Berlin: Neue Nationalgalerie[4]
- Chemnitz: Kunstsammlungen am Theaterplatz
- Dresden: Galerie Neue Meister[5]
- Dresden: Kupferstichkabinett[5]
- Dresden: Kunstfonds des Freistaats Sachsen[5]
- Dresden: Städtische Galerie
- Frankfurt/Oder: Brandenburgisches Landesmuseum für moderne Kunst
- Görlitz: Kulturhistorisches Museum Görlitz
- Halle (Saale): Kunstmuseum Moritzburg
- Königs Wusterhausen: Stiftung Museen für Humor und Satire[1]

## Ausstellungen (unvollständig)

### Einzelausstellungen
- 1965: Dresden, Albertinum (Gemälde, Zeichnungen)
- 1985: Dresden, Galerie der Hochschule für Bildende Künste (Gemälde, Aquarelle)
- 1989: Dresden, Galerie Rähnitzgasse (Gemälde, Aquarelle, Zeichnungen, Radierungen; zum 75. Geburtstag)

### Teilnahme an Ausstellungen in der Sowjetischen Besatzungszone und der DDR
- 1948: Weimar, Schloss („Künstler schaffen. 1945–1948“)

- 1953 bis 1988: Dresden (Dritte Deutsche Kunstausstellung bis X. Kunstausstellung der DDR)
- 1968: Halle/Saale („Sieger der Geschichte“)
- 1970: Berlin („Auferstanden aus Ruinen“)
- 1970: Berlin, Altes Museum („Im Geiste Lenins“)
- 1971: Berlin, Altes Museum („Das Antlitz der Arbeiterklasse in der bildenden Kunst der DDR“)
- 1974: Dresden, Kupferstichkabinett („Zeichnungen in der Kunst der DDR“)
- 1974: Weimar, Galerie im Schloss („Kunst für uns“)
- 1979: Berlin, Altes Museum („Weggefährden – Zeitgenossen“)
- 1979: Berlin, Altes Museum („Jugend in der Kunst“)
- 1981: Dresden („25 Jahre NVA“)
- 1984: Berlin, Altes Museum („Alltag und Epoche“)
- 1985: Dresden, Albertinum („Bekenntnis und Verpflichtung“)
- 1985: Erfurt, Gelände der Internationalen Gartenbauausstellung („Künstler im Bündnis“)
- 1986: Cottbus („Soldaten des Volkes – dem Frieden verpflichtet“)
- 1989: Berlin, Akademie-Galerie im Marstall („Bauleute und ihre Werke. Widerspiegelungen in der bildenden Kunst der DDR“)